# ورونیکا گرن (فیلم)
ورونیکا گِرِن (به انگلیسی: Veronica Guerin) نام فیلم زندگی‌نامه‌ای است به کارگردانی جوئل شوماخر، محصول سال ۲۰۰۳. در این فیلم کیت بلانشت در نقش ورونیکا گورین، روزنامه‌نگار معروف ایرلندی بازی می‌کند. کسی که تحقیقاتش در مورد تجارت مواد مخدر در دوبلین موجب مرگش در سال ۱۹۹۶ شد.
کیت بلانشت موفق شد برای بازی در این فیلم برای دریافت جایزهٔ گلدن گلوب نامزد شود.